# 欧南喜
欧南喜（13世纪—1284年），元朝初年反元起义首领，广东人。
忽必烈灭南宋后，接着又发动了频繁的对外战争，征调大批粮食和民夫。元世祖至元二十年（1283年）广东人民深恶盐法苛重，九月，广东人欧南喜在靖远拥众十万反元，自称将军，署官封职，设塞建堡。至元二十一年（1284年）在广州清远（今广东清远）称王，署丞相、招讨等官。转使兼领诸蕃市舶合拉普华率兵镇压，义军败退。合拉普华奏请革除盐法不合理部分，劾罢奸吏以平民愤。欧南喜率众袭获攻占城元军粮饷，生擒护饷元将、广东转运盐使合剌普华。曾一度派遣马帅、陆帅、徐相等分别率军进攻广州，但为元军击败，马、陆、徐三个统兵将领被杀。欧南喜率余部逃到新会，与黎德所部会合。这时黎德拥有船舰七千艘，众号二十万，设五军，每军五万人，声势浩大。起事军联合截击元廷运往交趾的军饷，派别将吴林以船舰八百艘围攻冯村。十一月，元朝怀远大将军同知广东道宣慰使事王守信，以战舰三百五十艘、乌船五十艘，击溃起义军。不久，发生内讧，军心涣散。黎德、吴林军溃败，其出而招纳旧部，欧南喜、黎德及其都督、丞相、兵马钤辖二十四人被俘磔杀，起义失败。